# 奈傑·華森
奈傑·華森（英語：Nigel Watson，1954年—）是英國不明飛行物研究者、作家，撰有多本相關書籍。
華森將自己歸類為對不明飛行物有濃厚興趣的「樂觀懷疑論者」。他對不明飛行物的外星起源說持質疑態度，認為大多數被目擊的不明飛行物並非來自外星的飛行器，而可能是「科學未知的罕見空中現象」；並認同義大利不明飛行物專家史考特·白蘭度（Scott Brando）的看法——亦即到目前為止還沒有人拍攝到真正的外星飛船。